# Orascom
Le groupe Orascom est une holding égyptienne. Elle comprend : 
- Orascom Telecom Holding (OTH)
- OCI NV anciennement: Orascom Construction Industries (OCI)
- Orascom Construction Limited (OCL)
- Orascom Hotels and Development (OHD)
- Orascom Technology Solutions (OTS)